# Studnica (Jeziorany)
Studnica (deutsch Schönborn) ist ein Ort in der polnischen Woiwodschaft Ermland-Masuren. Er gehört zur Gmina Jeziorany (Stadt-und-Land-Gemeinde Seeburg) im Powiat Olsztyński (Kreis Allenstein).

## Geographische Lage
Studnica liegt in der nördlichen Mitte der Woiwodschaft Ermland-Masuren, 34 Kilometer westlich der früheren Kreisstadt Rößel (polnisch Reszel) bzw. 25 Kilometer nördlich der heutigen Kreismetropole und auch Woiwodschaftshauptstadt Olsztyn (deutsch Allenstein).

## Geschichte
Am 18. März 1341 wurde das Dorf Schönborn von Heinrich von Luther gegründet. Am 1. Juli 1596 wurde in Schönborn ein Krug angelegt. 1785 wurde der Ort als königliches Dorf mit 34 Feuerstellen erwähnt, 1820 als ebensolches bei 41 Feuerstellen und 205 Einwohnern.
Von 1874 bis 1945 war Schönborn in den Amtsbezirk Freudenberg (polnisch Radostowo) im ostpreußischen Kreis Rößel eingegliedert.
377 Einwohner waren im Jahre 1885 in Schönborn gemeldet, im Jahre 1910 waren es 363. Die Einwohnerzahlen beliefen sich 1933 auf 335 und 1939 auf 292.
Als 1945 in Kriegsfolge das gesamte südliche Ostpreußen an Polen abgetreten wurde, erhielt Schönborn die polnische Namensform „Studnica“. Heute ist das Dorf eine Ortschaft im Verbund der Stadt- und Landgemeinde Jeziorany (Seeburg) im Powiat Olsztyński (Kreis Allenstein), von 1975 bis 1998 der Woiwodschaft Olsztyn, seither der Woiwodschaft Ermland-Masuren zugehörig.

## Kirche

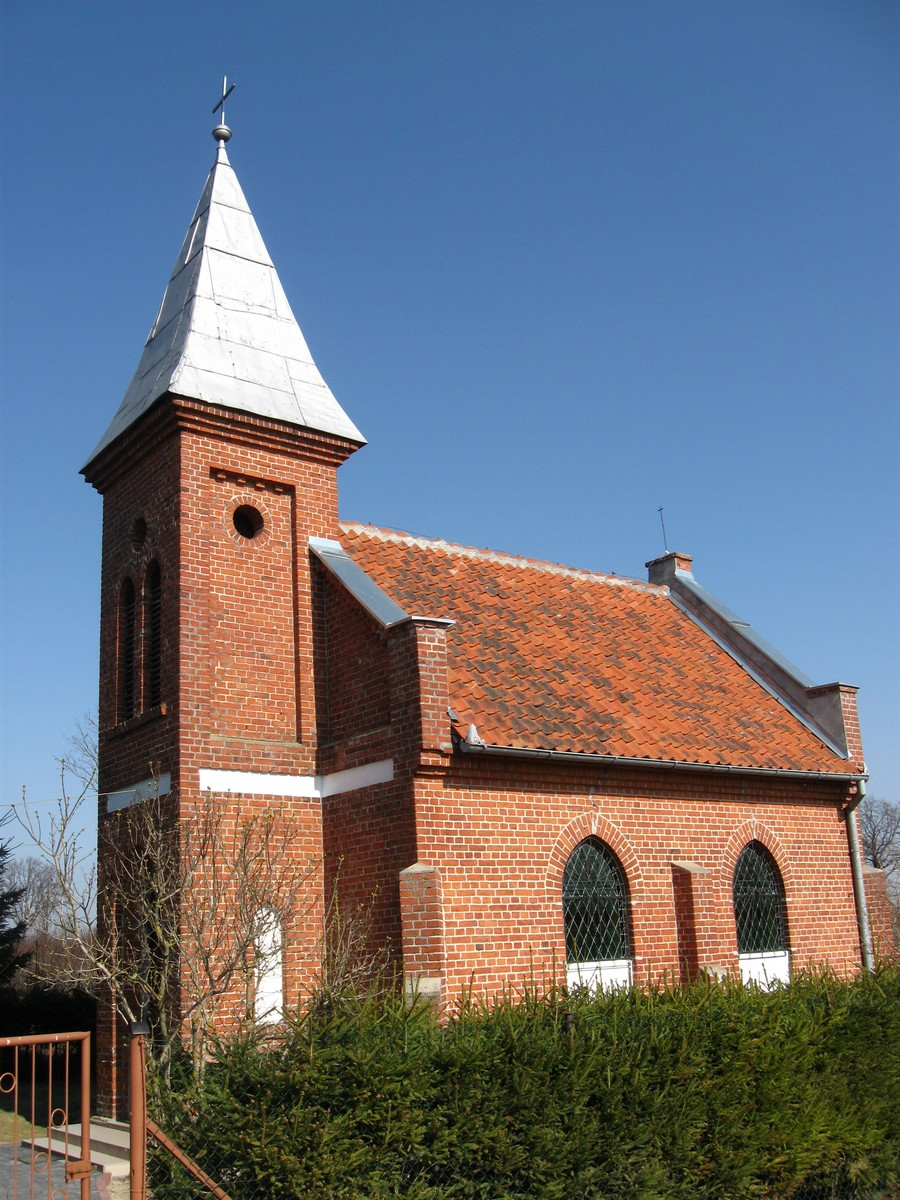
Die St.-Stanislaus-Kapelle in Studnica

Bis 1945 war Schönborn in die evangelische Kirche Seeburg (Ostpreußen) in der Kirchenprovinz Ostpreußen der Kirche der Altpreußischen Union, außerdem in die römisch-katholische Kirche in Freudenberg (polnisch Radostowo) im damaligen Bistum Ermland eingepfarrt.
In Schönborn resp. Studnica steht eine dem Hl. Stanislaus geweihte Kapelle, die schon in der Vorkriegszeit errichtet worden ist. Sie ist der katholischen Pfarrei in Radostowo im jetzigen Erzbistum Ermland zugeordnet. Die evangelischen Einwohner Studnica gehören jetzt zur Christus-Erlöser-Kirche Olsztyn (Allenstein) in der Diözese Masuren der Evangelisch-Augsburgischen Kirche in Polen.

## Verkehr
Studnica liegt an der verkehrsreichen Woiwodschaftsstraße 593, die die Städte Reszel (Rößel), Jeziorany (Seeburg), Dobre Miasto (Guttstadt) und Miłakowo (Liebstadt) miteinander verbindet. In Studnica endet außerdem eine von Bisztynek (Bischofstein) über Franknowo (Frankenau) kommende Nebenstraße.
Eine Anbindung an den Bahnverkehr existiert nicht.